# Doğanyurt, Tuzluca
Doğanyurt là một xã thuộc huyện Tuzluca, tỉnh Iğdır, Thổ Nhĩ Kỳ. Dân số thời điểm năm 2011 là 558 người.